# Clyde Drexler
Clyde Austin "The Glide" Drexler (Nova Orleans, 22 de junho de 1962) é um ex-jogador norte-americano de basquetebol profissional que jogou na National Basketball Association (NBA).
Com 2,01 metros de altura e 95 quilos, jogou como ala-armador pelos Portland Trail Blazers entre as temporadas 1983–84 e 1994–95. Terminou sua carreira profissional no Houston Rockets entre 1995 e 1998. Também fez parte do histórico "Dream Team", medalha de Ouro nas Olímpiadas de 1992, em Barcelona.
Drexler jogava com o número 22. Seu apelido era "The Glide", pois parecia que planava no ar com as suas jogadas e enterradas. Foi o líder dos Blazers durante praticamente toda a sua carreira e chegou às finais em 1990 e 1992, porém veio a vencer um título da NBA apenas na temporada 1994–95 já pelo Houston Rockets, formando uma lendária dupla com Hakeem Olajuwon, pouco antes de se aposentar.
No entanto, foi no Blazers que Drexler atingiu o auge de sua forma física. Durante a temporada da NBA 1991–92, levou o time às finais da NBA, quando perdeu uma final memorável para o Chicago Bulls, de Michael Jordan. Também já havia sido finalista com os Trail Blazers durante a temporada 1989–90, quando perdeu para o Detroit Pistons de Isiah Thomas. Com mais de 18.000 pontos marcados (18.040), Drexler é o maior cestinha da história da equipe de Portland, onde permaneceu por 10 temporadas e também é o dono dos recordes da franquia em minutos (29,496), rebotes (5,339) e roubadas de bola (1,795).
Jogou no basquetebol universitário pela equipe do Houston College junto com Hakeem Olajuwon. Em 2004, foi introduzido ao Hall da Fama do basquetebol e eleito um dos 50 melhores jogadores de todos os tempos em 1996.